# Scattering anelastico profondo

Lo scattering anelastico profondo di un leptone (l) su un adrone (h), al primo ordine dello sviluppo perturbativo. Il fotone virtuale (γ^{*}) fa uscire un quark (q) dall'adrone.

Con scattering anelastico profondo o diffusione anelastica profonda (in inglese deep inelastic scattering) si indica un processo di scattering elettrone-protone in cui l'energia dell'elettrone, e di conseguenza l'impulso trasferito al protone, è abbastanza grande da "rompere" il protone e interagire con la sua struttura interna.

## Descrizione
Negli anni 1960, grazie all'acceleratore lineare di elettroni dello SLAC, i fisici Jerome Friedman, Henry Kendall e Richard Taylor sfruttarono questo fenomeno per studiare la struttura interna dei nucleoni (protoni e neutroni). Si osservò che gli elettroni accelerati venivano diffusi in un modo tale che portava a pensare che all'interno dei nucleoni fossero presenti delle particelle (che in seguito sarebbero state chiamate quark).  Questa è la prova più significativa a favore del fatto che il protone e il neutrone non sono particelle elementari, bensì particelle composte. Nello specifico sono barioni, cioè particelle costituite da tre quark. I tre fisici vinsero il premio Nobel per la fisica nel 1990 per questa scoperta.
Ad oggi sappiamo che il processo di scattering è correttamente interpretato come l'interazione elettromagnetica tra l'elettrone e uno dei quark che compongono il protone. In particolare l'interazione è mediata da un fotone virtuale, indicato nella figura con γ*.

## Gli esperimenti di scattering elettrone-protone
Gli esperimenti di scattering elettrone-protone sono stati a lungo utilizzati per indagare la struttura del protone, così come lo scattering elettrone-nucleo è utile per ottenere informazioni sulla struttura nucleare in generale.
In generale si può dire che gli esperimenti in cui si cerca di "vedere" qualcosa (il che comprende misurarne le dimensioni e la forma) consistono in esperimenti di scattering, allo stesso modo in cui vedere un oggetto, nella vita di tutti i giorni, significa rivelare i fotoni che hanno urtato tale oggetto, così rivelare gli elettroni che hanno precedentemente urtato un protone ci permette di trarre informazioni riguardo alle sue dimensioni e forma.
L'utilizzo degli elettroni in questo caso è necessario perché, per avere una risoluzione spaziale maggiore, è necessario utilizzare particelle più energetiche (cioè più veloci), e questi ultimi sono accelerati molto più facilmente.
In particolare è necessario che la particella "sonda" possegga lunghezza d'onda di De Broglie minore delle dimensioni lineari tipiche dell'oggetto che si cerca di osservare: in questo caso il raggio del protone, che misura circa 1 Fermi (10^-15 metri); quindi:
{\displaystyle \lambda ={\frac {\hbar }{p}}<R_{p}}.
Da cui si ricava un'energia dell'elettrone {\displaystyle E_{e}} maggiore di 100 MeV.
Eseguire esperimenti con fasci di elettroni collimati aventi energie di quest'ordine è relativamente semplice, per questo si utilizzano gli elettroni per questo tipo di esperimenti.
La scoperta del fatto che il protone non sia una particella puntiforme, ma che possieda una struttura, è precedente agli esperimenti di DIS, infatti semplicemente con gli esperimenti di scattering in cui il protone risulta integro nello stato finale, si può dedurre che esso possiede una densità di carica elettrica e di momento magnetico.
In questi esperimenti si misura la sezione d'urto differenziale, per la quale si ha una previsione teorica grazie alla formula di Rosenbluth:
{\displaystyle {\frac {d\sigma }{d\Omega }}=\left({\dfrac {d\sigma }{d\Omega }}\right)_{\!R}\left(G_{1}(q)\,\cos ^{2}{\frac {\theta }{2}}+G_{2}(q)\,\sin ^{2}{\frac {\theta }{2}}\right)}
in cui {\displaystyle q} è il modulo dell'impulso trasferito dall'elettrone al protone (ovvero il modulo dell'impulso del fotone che media l'interazione); {\displaystyle G_{1}} e {\displaystyle G_{2}} sono dette funzioni di struttura e sono funzioni di {\displaystyle \tau ={\frac {q^{2}}{2M^{2}}}}  e dei fattori di forma elettrico e magnetico (in breve i fattori di forma sono la trasformata di Fourier delle densità di carica e di momento magnetico rispettivamente). Si può dimostrare che, nel caso in cui il protone fosse una particella puntiforme, entrambe le funzioni di struttura dovrebbero risultare costanti in {\displaystyle q}, mentre, sperimentalmente, si ottiene un andamento diverso, compatibile con una densità di carica del protone di forma esponenziale.

## Gli esperimenti di scattering anelastico profondo
Con l'aumentare dell'energia dell'urto elettrone-protone, ovvero aumentando l'impulso trasferito  {\displaystyle q}, aumenta la probabilità che il protone si "disintegri" nell'urto; in particolare si può pensare che ciò avvenga quando l'energia trasferita nell'urto supera l'energia di legame tipica che tiene insieme i costituenti del protone. Ad energie così alte una trattazione relativistica è necessaria.
Questo tipo di esperimenti, alla luce del fatto già appurato che il protone non fosse una particella puntiforme, permisero di studiare le particelle che costituiscono il protone. 
Tipicamente in questi esperimenti si hanno, nello stato finale, un elettrone con energia {\displaystyle E'} e dei "getti" di mesoni e barioni che risultano dall'adronizzazione dei quark che costituivano il protone. In genere è sufficiente misurare l'energia dell'elettrone uscente {\displaystyle E'} per comprendere le proprietà del protone, ignorando i numerosi adroni che si vengono a creare; inoltre, come al solito, si misura la sezione d'urto differenziale del processo, la quale segue una legge simile alla formula di Rosenbluth, in particolare:
{\displaystyle {\frac {d\sigma }{d\Omega dE'}}={\Big (}{\dfrac {\alpha }{4p^{2}\sin ^{4}(\theta /2)}}{\Big )}{\dfrac {1}{\nu }}{\Big [}F_{2}(x,q)\cos ^{2}{\Big (}{\frac {\theta }{2}}{\Big )}+F_{1}(x,q)\sin ^{2}{\Big (}{\frac {\theta }{2}}{\Big )}{\Big ]}}
In cui si riconosce la sezione d'urto Rutherford nella prima parte tra parentesi tonde.
In questo caso è necessario tuttavia utilizzare la sezione d'urto doppia differenziale, rispetto all'angolo solido {\displaystyle \Omega } e all'energia dell'elettrone uscente {\displaystyle E'}, inoltre sono state introdotte le grandezze {\displaystyle \nu } ed {\displaystyle x} (variabile di scaling) così definite:
{\displaystyle 2M\nu =W^{2}-q^{2}-M^{2}\qquad x={\frac {q^{2}}{2M\nu }}}
dove {\displaystyle q^{2}} è il modulo del quadrimpulso trasferito, ovvero: {\displaystyle q^{2}=E^{2}-|{\vec {q}}|^{2}}, mentre {\displaystyle W} è la massa invariante degli adroni prodotti.
{\displaystyle F_{1}} ed {\displaystyle F_{2}} sono due funzioni analoghe ai fattori di forma della formula di Rosenbluth, sono chiamate funzioni di struttura e bisogna notare che, nel caso di urto anelastico, esse dipendono da due variabili in modo indipendente, mentre nel caso elastico dipendono solo da {\displaystyle q}.
Si nota infatti che {\displaystyle x} è completamente determinato da {\displaystyle q^{2}} nel caso elastico, visto che in quel caso si ha {\displaystyle W=M}, in quanto il protone non si disintegra.
Gli esperimenti di DIS mostrano che le funzioni di struttura non dipendono da {\displaystyle q^{2}} (in buona approssimazione), il che suggerisce l'ipotesi per cui in realtà il protone sia composto da un certo numero di particelle puntiformi (chiamate in generale partoni) che oggi sappiamo essere quarks. Infatti se così fosse, potrei considerare l'urto come un urto elastico dell'elettrone su un partone puntiforme, ed in questo caso la dipendenza della funzione di struttura da una delle variabili {\displaystyle q^{2}} e {\displaystyle x} sarebbe già inclusa nell'altra variabile. Questo fenomeno viene chiamato scaling di Bjorken, dovuto all'omonimo fisico, ed è possibile notarlo nei grafici che riportano le misure di {\displaystyle F_{2}} in funzione di {\displaystyle q^{2}} per vari valori di {\displaystyle x} (consultabili nella pubblicazione qui citata).